# Затока Кука

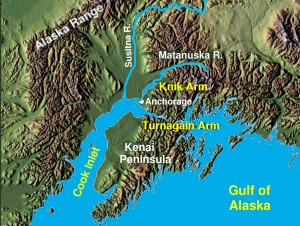
Затока Кука

Зато́ка Ку́ка (англ. Cook Inlet) або Кенайська затока — затока Тихого океану, розташована біля південних берегів Аляски. Названа ім'ям Джеймса Кука, який досліджував її 1778 року. Затока відокремлює Кенайський півострів від материка. Довжина затоки 370 км, ширина 18—111 км, глибина 22—78 м. Береги в південній частині затоки високі, скелясті, дуже порізані; у північній частині низькі. Припливи півдобові, висотою до 12 м. Сильна припливна течія швидкістю до 15,5 км/год. У глибині затока розпадається на два рукави: Турнаген і Кнік. У цьому місці розташований порт найбільшого міста Аляски — Анкориджа. У затоку впадають річки Сусітна, Матануска і Кнік.